# Mary Fraser Tytler
Mary Seton Fraser Tytler, coniugata Watts (25 novembre 1849 – Compton, 6 settembre 1938) è stata un'artista britannica.

## Biografia
A lungo conosciuta come "la moglie di George Frederick Watts", Mary Seton Fraser Tytler nacque nel 1849 ad Ahmednagar in India, figlia di  Charles Edward, un impiegato della compagnia britannica delle Indie orientali ed Ethelred St. Barbe e crebbe presso i nonni in Scozia dopo la morte della madre, il padre intanto tornò in India dove si risposò. Agli inizi del 1860 passò un lungo periodo di tempo in Europa dove si dedicò allo studio dei grandi maestri dell'arte e realizzò tra il 1865 e il 1867 un album fotografico illustrato e decorato ad acquerello oggi cinsiderato uno dei suoi primi lavori oltre che importante testimonianza della prima parte della sua vita. Al suo ritorno in Inghilterra si stabilì a Londra dove cominciò a studiare belle arti all'inizio degli anni 1870, prima a Dresda e poi alla South Kensington School of Art di Londra, specializzandosi come scultrice alla Slade School of Fine Art tra il 1872 e il 1873 per poi continuare gli studi seguita dallo scultore francese Aimé Joules Dalou, successivamente entrò in contatto con la "Home of Arts and Industries Association", fondata nel 1877 con lo scopo di riportare in vita l'artigianato. 
Nel 1884, su consiglio di un amico, iniziò a tenere delle lezioni di modellazione dell'argilla con l'obbiettivo di mostrare il piacere di creare qualcosa nel tempo libero.
Amica e collega di Julia Margaret Cameron, si affermò inizialmente come ritrattista grazie alla frequentazione con gli artisti di Freshwater, tramite cui conobbe George Frederic Watts, di cui divenne la seconda moglie il 20 novembre del 1886.
Dopo il matrimonio e al ritorno dalla luna di miele la coppia venne ospitata a casa di amici, nel Surrey a causa delle condizioni di salute del marito Mary Watts si dedicò al design di porcellane, ai bassorilievi e ai ricami in stile Modern Style.. 
Successivamente, nell'inverno del 1889 si spostarono a Compton con l'intenzione di rimanervi per un breve periodo, qui però, trovarono un complesso di arte e artigianato oggi conosciuto come "Watts Gallery - Artist's Village" e trasformato in una galleria d'arte dedicata alle opereddi due coniugi, in seguito, col supporto finanziario degli stessi amici che li ospitarono costruirono una loro casa vacanze a Compton.
Dopo essersi stabiliti sulle colline del Surrey, tra il 1890 e il 1896 Mary Watts realizzò una serie di pannelli decorativi in gesso poi collocati a decorazionedel soffitto del salone principale della loro casa. Oltre ai pannelli l'artista realizzò una serie di altre decorazioni tra cui arredamenti e finestre di vetro colorato.
Il suo capolavoro fu la progettazione e realizzazione della "Watts Mortuary Chapel", la cappella funeraria della famiglia del marito, tra il 1894 e il 1904 per la quale si offì. L'edificio è in stile neoromantico, riccamente decorato con rilievi in terracotta realizzati dagli abitanti del villaggio che l'artista accolse nel suo studio per le lezioni di modellazione e oggi annoverato tra i monumento classificati di grado I nel Surrey. Fu inoltre una pioniera del revival dello stile e simbolismo celtico.
Il progetto ebbe un successo tale che i partecipanti si riunirono per chiedere a Mary di 
trasformare le lezioni di modellismo in un vero e proprio corso professionale poi 
conosciuto come “Compton Pottery” o “Potters’ Arts Guild”, idea alla quale lei 
acconsentì di buon grado. I loro primi lavori consistettero nella realizzazione di vasi da 
giardino in terracotta per poi spaziare a vasi colorati, reggi libri, modelli di santi e 
decorazioni da casa. A questo periodo risale anche un “libro delle ricette” (Recipe 
Book) scritto dall’artista e al cui interno teneva nota delle varie tecniche da lei utilizzate 
per la decorazione delle sue opere a partire dall’esterno della cappella mortuaria.
Rimasta vedova nel 1904, anno di completamento della cappella, scrisse una biografia del marito in tre volumi, Annals of an Artist's Life (1912). Sempre durante questi anni l'artista iniziò a prendere parte a movimenti di riforma sociale battendosi per far sì che anche le donne ottenessero il diritto di voto, nel 1909 mandò una lettera al “The Times” dove scrisse che sarebbe stata lieta entrare a far parte della “National Union Of Women’s Suffrage Societies” (NUWSS) se mai una sede fosse stata fondata in Godalming, quello stesso anno divenne presidentessa dell’associazione. Nel 1913 lo stesso gruppo organizzò una marcia (Great Pilgrimage) alla quale Mary partecipò solo per un tratto, i partecipanti divisi in due gruppi sarebbero partiti dalle estremità opposte di Londra per poi incontrarsi a metà strada portando con sé lo stendardo realizzato qualche anno prima dalla stessa Mary Watts.
Morì ottantottenne, il 6 settembre, nella sua casa di Compton nel 1938. Sfortunatamente a seguito della sua morte e a causa di una serie di cambiamenti nell'organizzazione, per la Compton Pottery iniziò un periodo di declino.

## Opere

### Album fotografico
Realizzato tra il 1865 e il 1867 durante il periodo in cui viaggiò per l’Europa, l’album è un’importante testimonianza della prima parte della vita dell’artista, contenente foto di quest’ultima e della sua famiglia decorate ad acquerello.

### Autoritratto
Realizzato nel 1882 ad acquerello su un supporto di carta, il dipinto è un'autoritratto raffigurante Mary Watts.
L'artista si è raffigurata a mezzo busto con indosso degli abiti molto semplici, una camicia completamente abbottonata con sopra una giacca semplice. Lo sguardo è rivolto direttamente e con sicurezza verso lo spettatore, in questo modo Mary si presenta come un'artista professionale, confidente e composta.

### Statua di madre con bambino
La scultura, realizzata tra il 1873 e il 1879 durante il periodo trascorso a studiare in Francia presso lo scultore Aimé Joules Dalou, la cui influenza è visibile nella scelta del soggetto, raffigura una madre in piedi con lo sguardo rivolto al bambino che tiene in braccio, è uno dei primi esempi di modellazione in terracotta che abbiamo dell’artista.

### Pannelli decorativi
Realizzati tra il 1890 e il 1896 come decorazione per la loro abitazione sulle colline del Surrey i pannelli presentano motivi e simboli presi da diverse religioni, uniti a elementi naturali rappresentanti le quattro stagioni e di virtù come il coraggio, la compassione e la saggezza. Questa unione oltre all’obbiettivo di creare un senso di unità e armonia tra elementi naturali ed umani era dovuta alla credenza di Mary Watts che l’arte dovesse avere un ruolo morale e puntare a inspirare chi la osservava.

### Cappella mortuaria
Realizzata su commissione del consiglio parrocchiale di Compton tra il 1895 e il 1906 e aperta nel 1898 rimane operativa tutt’oggi come parte dell’allora neo realizzato cimitero. Esternamente la struttura presenta un’architettura neoromanica che va però a integrare elementi celtici e di “Art Nouveau”.
Internamente la cappella è formata da un'unica stanza circolare “tagliata” da due bracci che vanno a formare delle sporgenze nelle quali sono collocate le finestre. Le pareti sono riccamente decorate da numerosi angeli in piedi, alternati di spalle e frontali, davanti all’albero della vita i cui rami si diramano per tutta la grandezza della parete. Ogni angelo regge tra le mani delle corde collegate a dei medaglioni raffiguranti il dualismo dell’esistenza umana. La decorazione prosegue anche lungo la volta della cappella con la differenza che qui vengono utilizzate solo le teste degli angeli.
Durante la costruzione Mary Watts venne aiutata da oltre 70 degli abitanti locali specialmente nella realizzazione delle decorazioni interne alla cappella i quali, durante le lezioni di modellazione tenute dall’artista realizzarono delle piastrelle successivamente utilizzate per la decorazione dell’edificio.

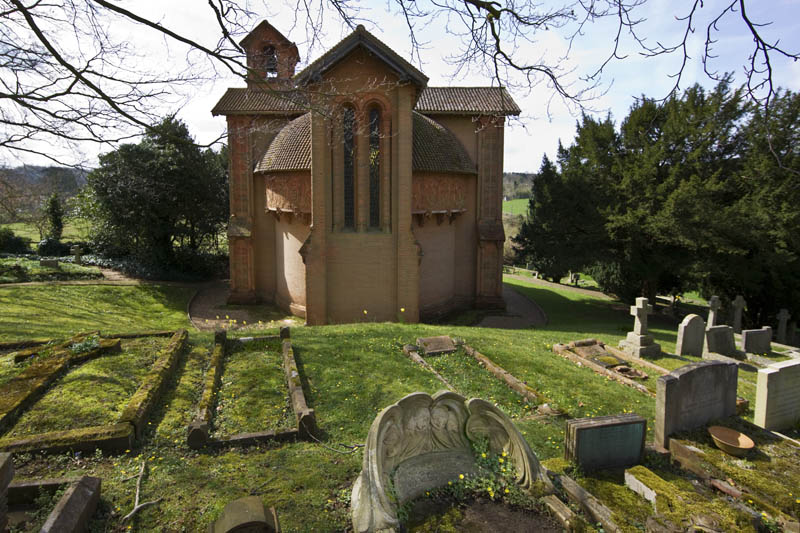
cimitero
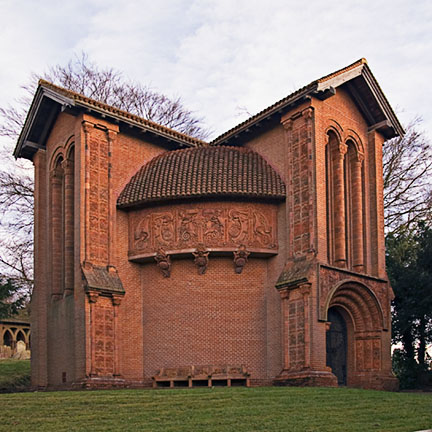
esterno cappella
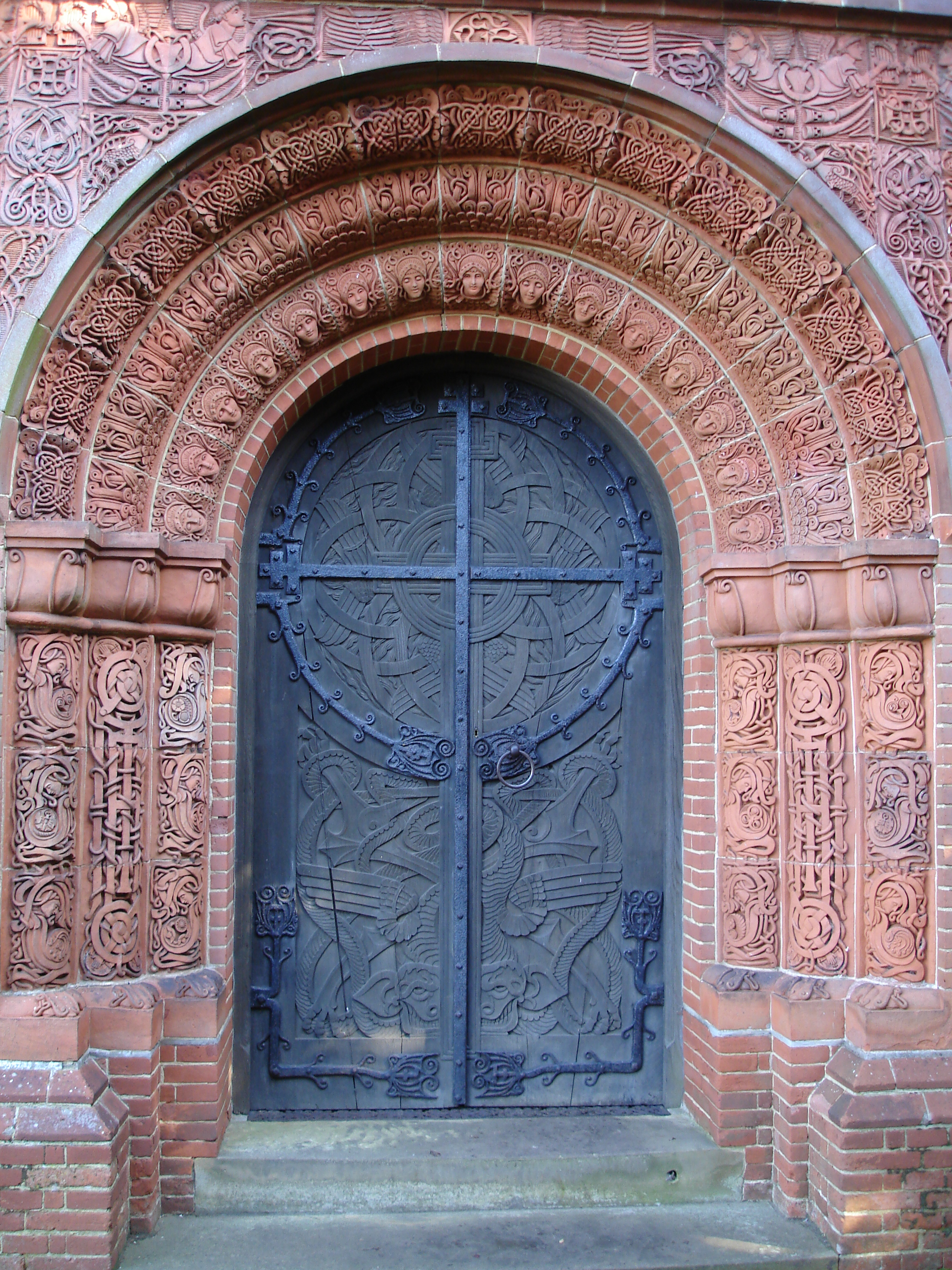
porta
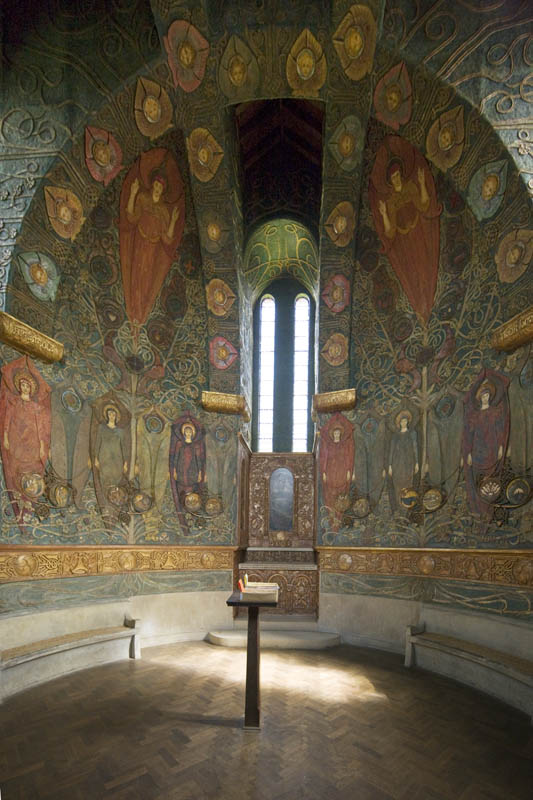
interno
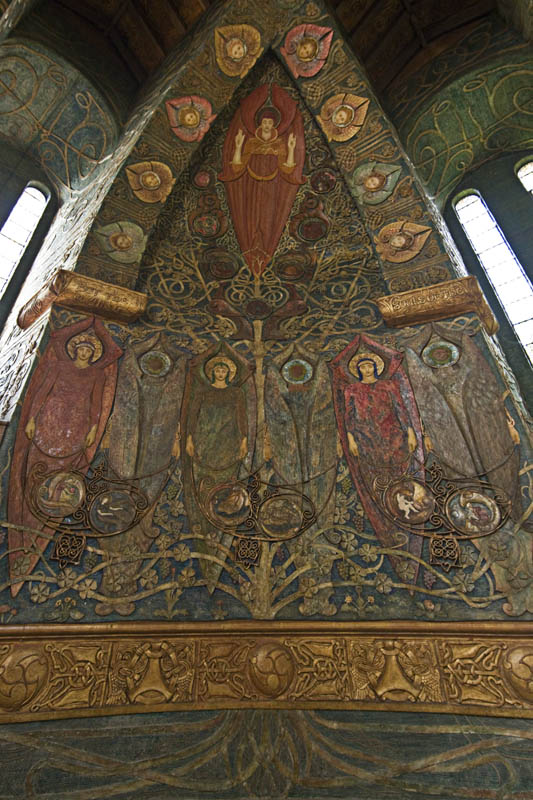
decorazione interna
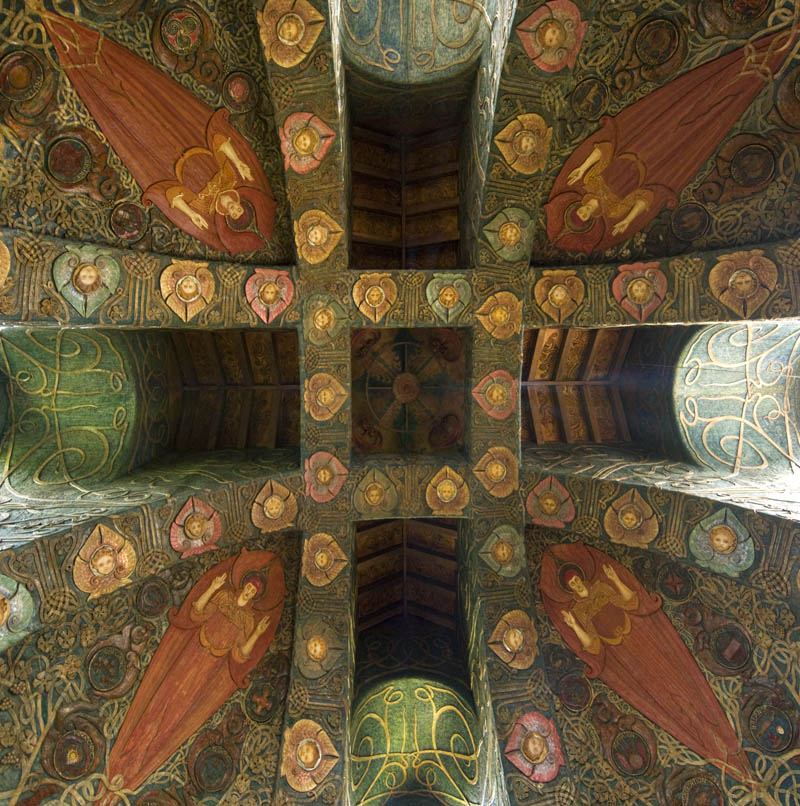
decorazione volta